# John Archer (actor)
John Archer (născut Ralph Bowman; 8 mai 1915 – d. 3 decembrie 1999) a fost un actor american.

## Biografie
S-a născut în Osceola, Polk County, estul statului american Nebraska. Părinții săi sunt Eunice Melba (născută Crawford) și Joseph Emmett Bowman. Archer s-a mutat în California la 5 ani. A absolvit Hollywood High School de la University of Southern California, unde a studiat cinematografia, în special munca din spatele aparatului de filmat.   

## Filmografie
- Flaming Frontiers (1938) - Tom Grant
- Letter of Introduction (1938) - Reporter (nemenționat)
- Dick Tracy Returns (1938) - Mr. Clark (nemenționat)
- Overland Stage Raiders (1938) - Bob Whitney
- Spring Madness (1938) - Dartmouth College Student (nemenționat)
- Career (1939) - Ray Cruthers
- Curtain Call (1940) - Ted Palmer
- Barnyard Follies (1940) - Jeff Hill
- Cheers for Miss Bishop (1941) - Richard Clark
- Scattergood Baines (1941) - Johnny Bones
- City of Missing Girls (1941) - James Horton
- The People vs. Dr. Kildare (1941) - Interne (nemenționat)
- King of the Zombies (1941) - Bill Summers
- Paper Bullets (1941) - Bob Elliott
- Mountain Moonlight (1941) - Dr. Ed
- Always Tomorrow: The Portrait of an American Business (1941) - Jim Westlake
- Hi, Neighbor (1942) - Dr. Hall
- Police Bullets (1942) - Prof. J. Thomas Quincy
- Mrs. Wiggs of the Cabbage Patch (1942) - Dr. Robert Redmond (nemenționat)
- Scattergood Survives a Murder (1942) - Dunker Gilson
- Bowery at Midnight (1942) - Richard Dennison
- Hello, Frisco, Hello (1943) - Ned Clark
- The Purple V (1943) - Jimmy Thorne
- Sherlock Holmes in Washington (1943) - Lt. Pete Merriam
- Shantytown (1943) - Bill Allen
- Crash Dive (1943) - Curly Bowman (nemenționat)
- Guadalcanal Diary (1943) - Lt. Thurmond
- The Eve of St. Mark (1944) - Pvt. Carter
- Roger Touhy, Gangster (1944) - FBI Agent Kerrigan
- The Lost Moment (1947) - Charles
- After Nightfall (1949)
- Colorado Territory (1949) - Reno Blake
- Granița Californiei (White Heat, 1949) - Philip Evans
- Destinație Luna (Destination Moon, 1950) - Jim Barnes
- The Great Jewel Robber (1950) - Police Detective Lou Sampter
- High Lonesome (1950) - Pat Farrell
- Santa Fe (1951) - Clint Canfield
- Home Town Story (1951) - Don (nemenționat)
- Best of the Badmen (1951) - Curley Ringo
- My Favorite Spy (1951) - Henderson
- The Big Trees (1952) - Frenchy LeCroix
- Rodeo (1952) - Slim Martin
- A Yank in Indo-China (1952) - Mulvaney
- Sound Off (1952) - Maj. Paul Whiteside
- The Sea Tiger (1952) - Ben McGrun
- The Stars Are Singing (1953) - Dave Parish
- Dragon's Gold (1954) - Mack Rossiter
- No Man's Woman (1955) - Harlow Grant
- Rock Around the Clock (1956) - Mike Dodd
- Emergency Hospital (1956) - Dr. Herb Ellis
- Affair in Reno (1957) - Tony Lamarr
- She Devil (1957) - Barton Kendall
- 10,000 Bedrooms (1957) - Bob Dudley
- Decision at Sundown (1957) - Dr. John Storrow
- City of Fear (1959) - Lt. Mark Richards
- Blue Hawaii (1961) - Jack Kelman
- Apache Rifles (1964) - Col. Perry
- I Saw What You Did (1965) - John Austin
- How to Frame a Figg (1971) - Gerard
- The Little Sister (1986) - Warehouse Cop